# The Good-Morrow
I Wonder by my troth, what thou, and I

Did, till we lov'd? were we not wean'd till then?

But suck'd on countrey pleasures, childishly?

Or snorted we in the seaven sleepers den?
The Good-Morrow är en dikt av John Donne, publicerad 1633 i samlingen Songs and Sonnets. Donne författade dikten när han studerade vid Lincoln's Inn.
The Good-Morrow är en kärleksdikt som omfattar tre stanser om vardera sju rader. Den handlar om hur mannen i ett kärlekspar vaknar på morgonen och begrundar sin kärlek till kvinnan han älskat med under natten. I diktens inledning formulerar sig älskaren om rent fysisk kärlek för att senare övergå till att hylla den andliga kärleken. 
Donne anspelar bland annat på legenden om Sju sovare (Seven Sleepers) och hänvisar indirekt till Paulus beskrivning av den gudomliga kärleken.